# Стерилізація безпритульних тварин
Стерилізація безпритульних тварин є одним зі способів контролю чисельності безпритульних тварин. Прихильники цього методу вважають стерилізацію гуманною альтернативою приспанню і очікують, що популяції поступово зменшаться через природну смертність, а також через можливість передачі частини тварин у власність прихильників цієї ідеї.
Контекстно це питання стосується майже виключно псів та котів.

## Сутність ідеї
Для розуміння того, яким чином стерилізація здатна привести до скорочення чисельності популяції, можна звернутися до загальновідомих моделей динаміки популяцій тварин (за: Колі, 1979; Бігон та ін., 1989). Динаміка чисельності популяції будь-якого виду описується загальновідомою формулою,
- N(t) = N(0) + B — D + Im — Em,

де N(t) — чисельність у наступній фазі популяційного циклу (через час t), N(0) — вихідна чисельність, B — кількість прибулих (народжених), D — кількість загиблих (померлих, вбитих, з'їдених хижаками), Im — імміграція (вселення), Em — еміграція (виселення).
Як видно із формули, ефективність заходів щодо скорочення чисельності популяції загалом визначається великим значенням показників «D» та «Em» (смертність та виселення) та малими значеннями показників «B» та «Im» (народжуваність та вселення). Ідея стерилізації полягає у тому, щоби максимально зменшити рівень відтворення популяції за рахунок народжуваності (B) в надії, що це в подальшому призведе до згасання і зникнення популяції за рахунок природної смертності (D).
Для успіху такої стратегії необхідно одночасне виконання наступних умов:
1. одномоментна стерилізація настільки великої частки популяції, щоб народжуваність не могла перевершити кількість загиблих тварин;
2. недопущення випуску приплоду господарями за межі садиб або квартир (бо це знівелює низьке значення параметру «В», досягнуте завдяки стерилізації);
3. відсутність кормової бази, що приваблювала б вселення на територію нових особин і вела б у такий спосіб до зростання параметру «Im», а також і «В» (оскільки прибульці не є стерилізовані).

Тобто, програма стерилізації має виконуватися тільки спільно з контролем народжуваності господарських тварин і жорсткими заходами супроти випуску нових тварин у міське середовище (або у природу).
Також дуже важливо поєднувати стерилізацію з ліквідацією кормової бази (відкритих стихійних смітників, цілеспрямованого підгодовування бродячих тварин). За відсутності кормової бази до складу смертності «D» входить майже вся народжуваність «В», вселення «Im» прямує до нуля, а еміграція «Em» — до N(0) (вихідної чисельності), внаслідок чого різко зменшується кількість тварин, яких необхідно спіймати і простерилізувати.

## Методи стерилізації
При розгляді питання щодо безпритульних псів і котів мова нерідко йде про стерилізацію самиць, а не самців, причому стерилізацію хірургічну (див. нижче про досвід різних країн). Стерилізація самиць — один з методів хірургічної контрацепції, що передбачає створення непрохідності маткових труб хірургічним шляхом.
- докладніше про медичний аспект див.: Статева стерилізація
- докладніше про стерилізацію самиць див.: Стерилізація самиць

## Поширена схема реалізації ідеї

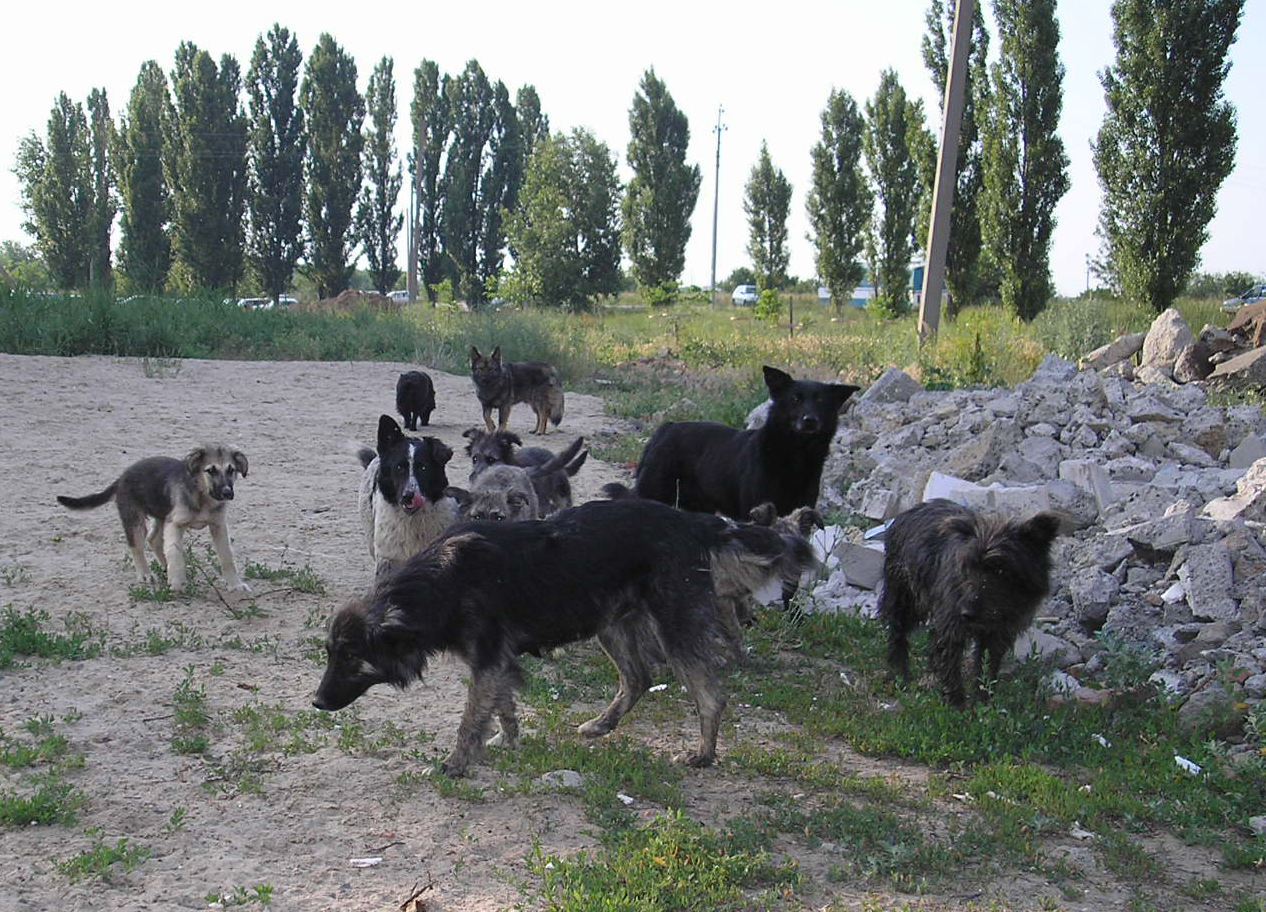
Бездомні пси біля стихійного смітника

Ідею щодо стерилізації безпритульних тварин розвивають переважно громадські зоозахисні організації в Україні та РФ, тобто у країнах, де дотепер існують стабільні й чисельні популяції безпритульних псів та котів.
Заходи зі стерилізації звичайно зводять до такої схеми:
- 1) вилов,
- 2) стерилізація (часто з вакцинацію проти сказу),
- 3) повернення в місця проживання або передача новим господарям.

## Доказова база
Інтернаціональна організація ICAM (International Animal Management Coalition), в яку входить ціла низка представників міжнародних фінансуючих та експертних організацій, у тому числі Союз з контролю поширення сказу — Alliance for Rabies Control (ARC), в 2007 р. опублікувала «Керівництво з гуманного регулювання чисельності собак», в якому йдеться про наступне: "Успіх будь-якого застосування стратегії «вилов-стерилізація-повернення на колишнє місце проживання», тобто стійкого процесу зменшення кількості тварин у групі (популяції), може бути досягнутий лише у разі: 1) одночасної стерилізації якомога більшої кількості самиць — зазвичай, понад 70 % від їх загальної кількості; 2) ізоляції, тобто перешкоджанні міграції на територію нових тварин і приєднання їх до наявної групи.
Окремі автори керівництв з екоетики вважають, що при стерилізації менше 70 % самиць безпритульних собак і котів може спостерігатися збільшення популяції. При розгляді питання стерилізації псів у Москві було визнано нездійсненним завданням вилов для стерилізації всієї популяції собак на території міста: частина собак проживають на закритих територіях режимних підприємств, будівництвах і автостоянках, де вони інтенсивно розмножуються.

## Застосування в різних країнах світу

### Щодо бездомних котів
Латвія. У Ризі кількість вуличних котів налічує близько 200 000 особин. Керівник зоозахисної організації «Dzīvnieku SOS» Лаура Карните (Laura Karnīte) пояснює, що це тільки справа часу, коли бездомні коти почнуть масово хворіти на сказ, окремі випадки вже були. Лаура Карните також зазначає, що багатьох бездомних котів підгодовують жінки, рідше стерилізують, оскільки це дорого.
Головний керівник Департаменту навколишнього середовища Инара Егле (Ināra Egle) повідомляє, що стерилізація однієї кішки коштує в 15-20 латів. З 2003 р., з метою скоротити чисельність вуличних котів і попередити сказ, у Ризі працює програма «вилов — стерилізація — повернення на колишнє місце проживання», яка фінансується міською владою за участі зоозахисної організації LFK Dzīvnieku aizsardzības grupa. На підтримку ризької програми стерилізації вуличних тварин запущений проект «Kaķu dzīve» в Інтернеті.
Програма стерилізації вуличних тварин працює і в інших латвійських містах.

### Щодо синантропних собак
Індія. У країні застосовується рекомендована ВООЗ методика «відлов-стерилізація-повернення на колишнє місце проживання» (ABC), фінансована за рахунок закордонних організацій, що борються за права тварин, і частково за рахунок держави. За даними Blue Cross of India, в трьох містах, де застосовується програма ABC — Ченнай, Джайпур і Калімпонг — спостерігається стійке скорочення захворюваності сказом. Рівень смертності від сказу серед населення цих міст також знизився. Як стверджує Товариство із запобігання жорстокому поводженню з тваринами, у містах, де програма застосовувалася послідовно, скоротилася частота укусів бездомними псами — з 60 % до 2 %. Разом з тим, наведені вище показники зросли в інших областях, не задіяних у програмі ABC. Як коментує досвід індусів російський спеціаліст з екології бродячих псів В. Рибалко, «Завдання зменшення чисельності собак там не ставили, індуси намагалися лише боротися зі сказом: стерилізованих собак вони вакцинували. Вакцини якраз вистачало на термін життя тамтешніх собак-парій. У середньому, більше двох років вони в нетрях не живуть, і повторної вакцинації не потрібно».
Росія. Програма стерилізації бездомних тварин у Москві була прийнята щодо бродячих псів, яких на 2007 р. налічували від 30 тис. до 100 тис. особин. Діяла з 2002 по 2009 р. Користувалася підтримкою з боку захисників тварин, викликала спірну оцінку і зазнавала критики з боку як фахівців, так і громадськості. Програма себе не виправдала — кількість бродячих псів на вулицях Москви за час роботи програми не зменшилася.
Румунія. У 1995 р. Бухарестський муніципалітет заснував адміністрацію зі спостереження за тваринами (англ. the Administration for Animal Supervision (AAS)). З 1989 р. при тісній співпраці з зоозахисними організаціями Західної Європи було проведено навчання для співробітників муніципалітетів за програмою стерилізації. У 2000 р. організація «Four-Paws» підписала угоду з головним муніципалітетом держави в Бухаресті щодо стерилізації всіх собак у країні. Але, незважаючи на численні роки дії програми, на 2009 рік вона не призвела до зменшення чисельності безпритульних собак. Безпритульні собаки продовжують бути загрозою для жителів країни. У кінці 2011 року парламент країни спробував змінити спосіб регулювання чисельності безпритульних собак і застосовувати евтаназію, але, завдяки опору зоозахисників, закон будо визнано нелегітимним.

### Досвід щодо котів і псів у США
Пси. У США, стерилізації зазнають лише пси, що мають власників, з метою недопущення потенційного поповнення популяції безпритульних тварин та скорочення витрат на евтаназію, а програми, що передбачають вільне знаходження псів у міському середовищі, ніколи не проводилися — виловлених і незатребуваних псів там вбивають шляхом приспання.
У США не допускається вільне проживання безпритульних псів, і з метою недопущення виникнення чи поповнення популяції безпритульних тварин розвивається програма контролю їхньої чисельності, реалізована в 1995 р. у штаті Конектикут.
Основна мета цієї програми — попередження захворювання на сказ (вакцинація) та зниження чисельності (стерилізація) безпритульних тварин. Для людей, що беруть тварин з муніципальних притулків, цією програмою передбачена видача ваучера, за допомогою якої здійснюється фінансова підтримка власників тварин зі стерилізації та вакцинації своїх вихованців.
За допомогою програми вдалося скоротити число евтаназій у муніципальних притулках на 50 % (загалом, приспання зазнає близько 5 мільйонів котів на рік). Фінансування програми здійснюється на 65 % за рахунок податку на утримання тварин. Ті власники, чиї тварини стерилізовані, платять значно менший податок за утримання тварини.
Коти. У 2007 р. натхнений успіхами цієї програми Департамент сільського господарства схвалив програму стерилізації також для диких кішок (Feral Cat Program).
Дикі кішки, безконтрольно розмножуючись, утворюють багатомільйонні колонії по всій Америці. У Чикаго налічують близько 5 млн котів, у шт. Вісконсин кількість диких кішок сягає 2 млн. Мешканці Вісконсина виступають за прийняття закону про дозвіл полювання на кішок за прикладом штатів Міннесота та Південна Дакота.

## Позиція провідних зоозахисних організацій і природоохоронців
Відомі зоозахисні організації «Люди за етичне ставлення до тварин» (PETA), «Людська громада Сполучених Штатів» (HSUS) (найбільша зоозахисна організація США, що об'єднує 1.3 мільйона чоловік) підтримують вилов як спосіб регулювання чисельності тварин і вважають, що приспати бродячу тварину гуманно, оскільки залишити домашню тварину мешкати на вулиці — те ж саме, що кинути її напризволяще та приректи на ранню і жорстоку смерть. Варто відзначити, що PETA намагається рекомендувати найгуманніші методи приспання.
Вітчизняний еколог і природоохоронець В. Є. Борейко, директор Київського еколого-культурного центру (КЕКЦ) також критикував схему стерилізації і наступного повернення тварин за те, що вона, нав'язуючи мешканцям постійне сусідство з великою кількістю бродячих псів, провокує більш жорстке ставлення до тварин:
Переважна більшість городян не хочуть, щоб поруч з ними жили собаки, нехай навіть стерилізовані. …на стерилізованих не написано, що вони такі, вони так само вночі гавкають, бігають зграями, гризуться, залишають величезну кількість екскрементів, які ніхто не прибирає. Тому проблема залишатиметься.
І вихід тут у більш жорсткому ставленні до тварин. Рядові люди будуть йти в аптеку, купувати певні препарати, змішувати їх з фаршем і труїти собак. Це просто почався народний опір, народна партизанська війна з собаками.
Жителі мікрорайонів, де розвелося занадто багато бездомних собак, самі їх отруюють. І коли на мітингах зоозахисники показують загиблих собак — це заслуга захисників тварин, адже це вони спровокували таку народну жорстокість.
— В. Борейко. Зоозахисники провокують знищення собак. Хрещатик, 24.06.2010р.